# Valco San Paolo
Valco San Paolo è la zona urbanistica 11B del Municipio Roma VIII di Roma Capitale. Si estende sul quartiere Q. X Ostiense, occupando un'ansa del fiume Tevere.

## Monumenti e luoghi d'interesse

### Architetture civili
- Quartiere INA Casa e IACP, tra via Valco di San Paolo, via Corinto, via Efeso e via Filomene. Edifici del XX secolo (1949-50).[1] 41.853076°N 12.474327°E

Complesso INA-Casa e IACP di edilizia sociale con quattro torri stellari. Progetti degli architetti Mario De Renzi, Saverio Muratori, Eugenio Montuori, Mario Paniconi, Giulio Pediconi e Fernando Puccioni.

### Architetture religiose
- Basilica di San Paolo fuori le mura, su via Ostiense. Basilica Patriarcale.